# Kolno
Kolnoⓘ é um município no nordeste da Polônia. Pertence à voivodia da Podláquia, no condado de Kolno. É a sede da comuna rural de Kolno. Está localizado na mesorregião física e geográfica do planalto de Kolneńska, na Mazóvia e adquiriu os direitos de cidade em 1425.
A cidade real da Coroa do Reino da Polônia estava localizada, na segunda metade do século XVI, no condado de Kolno, da região de Łomża, da voivodia da Mazóvia. Nos anos 1975–1998, a cidade pertencia administrativamente à voivodia de Łomża.
A cidade de Kolno está localizada na parte noroeste da voivodia da Podláquia, no rio Łabna, no planalto de Kolneńska.
Kolno era o principal centro da margem direita da região de Łomża no século XV.
De 1 de fevereiro a 31 de dezembro de 1991, a cidade de Kolno e a comuna de Kolno formaram uma comuna comum (a chamada cidade sede de comuna). Foram fundidas devido à reestruturação da divisão administrativa em 1991, mas depois de apenas 11 meses (1 de janeiro de 1992) as comunas foram separadas novamente.
O nome da cidade vem da palavra “roda” (koło) e aparece pela primeira vez em fontes históricas como Colno em 1422.
Estende-se por uma área de 25,1 km², com 9 805 habitantes, segundo o censo de 31 de dezembro de 2024, com uma densidade populacional de 391 hab./km².

## Ambiente natural

### Estrutura da área
Segundo dados de 2002, Kolno possui uma área de 25,1 km², incluindo:
- Terras agrícolas: 86%
- Terras florestais: 4%

A cidade constitui 2,67% da área do condado.

## Demografia
Conforme os dados do Escritório Central de Estatística da Polônia (GUS) de 31 de dezembro de 2024, Kolno é uma cidade pequena com uma população de 9 805 habitantes (13.º lugar na voivodia da Podláquia e 393.º na Polônia), tem uma área de 25,1 km² (14.º lugar na voivodia da Podláquia e 238.º lugar na Polônia) e uma densidade populacional de 391 hab./km² (22.º lugar na voivodia da Podláquia e 659.º lugar na Polônia). Nos anos 2002–2024, o número de habitantes diminuiu 9,4%.
Os habitantes de Kolno constituem cerca de 27,61% da população do condado de Kolno, constituindo 0,86% da população da voivodia da Podláquia.
| Descrição                         | Total      | Total    | Mulheres   | Mulheres | Homens     | Homens   |
| --------------------------------- | ---------- | -------- | ---------- | -------- | ---------- | -------- |
| unidade                           | habitantes | %        | habitantes | %        | habitantes | %        |
| população                         | 9 805      | 100      | 5 072      | 51,7     | 4 733      | 48,3     |
| superfície                        | 25,1 km²   | 25,1 km² | 25,1 km²   | 25,1 km² | 25,1 km²   | 25,1 km² |
| densidade populacional (hab./km²) | 391        | 391      | 202,1      | 202,1    | 188,9      | 188,9    |

Segundo o Censo Geral de 1921, 4 494 pessoas viviam aqui, 2 269 eram católicos, 5 ortodoxos, 4 evangélicos e 2 216 judeus. Ao mesmo tempo, 2 334 habitantes declararam nacionalidade polonesa, 1 bielorrussa, 2 157 judeus e 2 russos. Havia 460 edifícios residenciais.

### Clima
Kolno está localizada em uma zona de clima moderadamente quente. Existe uma pluviosidade significativa ao longo do ano em Kolno. Mesmo o mês mais seco ainda assim tem muita pluviosidade. Com base na classificação climática de Köppen e Geiger, este clima é classificado como “Cfb”. A temperatura média nesta área é de 8,4 °C. A precipitação é de cerca de 716 mm.
Kolno está localizada no hemisfério norte. Os dias amenos de verão começam no final de junho e terminam em setembro. Este período abrange os meses: junho, julho, agosto, setembro.
| Dados climatológicos para Kolno | Dados climatológicos para Kolno | Dados climatológicos para Kolno | Dados climatológicos para Kolno | Dados climatológicos para Kolno | Dados climatológicos para Kolno | Dados climatológicos para Kolno | Dados climatológicos para Kolno | Dados climatológicos para Kolno | Dados climatológicos para Kolno | Dados climatológicos para Kolno | Dados climatológicos para Kolno | Dados climatológicos para Kolno | Dados climatológicos para Kolno |
| Mês                             | Jan                             | Fev                             | Mar                             | Abr                             | Mai                             | Jun                             | Jul                             | Ago                             | Set                             | Out                             | Nov                             | Dez                             | Ano                             |
| ------------------------------- | ------------------------------- | ------------------------------- | ------------------------------- | ------------------------------- | ------------------------------- | ------------------------------- | ------------------------------- | ------------------------------- | ------------------------------- | ------------------------------- | ------------------------------- | ------------------------------- | ------------------------------- |
| Temperatura máxima média (°C)   | −0,9                            | 0,8                             | 5,8                             | 12,9                            | 18,2                            | 21,3                            | 23,3                            | 22,7                            | 17,7                            | 11,4                            | 5,9                             | 1,5                             | 11,7                            |
| Temperatura média (°C)          | −2,9                            | −1,8                            | 2,1                             | 8,4                             | 13,8                            | 17,2                            | 19,3                            | 18,6                            | 14,0                            | 8,4                             | 3,9                             | −0,2                            | 8,4                             |
| Temperatura mínima média (°C)   | −5,3                            | −4,5                            | −1,6                            | 3,4                             | 8,6                             | 12,2                            | 14,8                            | 14,3                            | 10,3                            | 5,6                             | 1,9                             | −2,1                            | 4,8                             |
| Precipitação (mm)               | 48                              | 44                              | 47                              | 48                              | 67                              | 79                              | 92                              | 73                              | 65                              | 53                              | 49                              | 51                              | 716                             |
| Dias com precipitação           | 9                               | 7                               | 8                               | 7                               | 9                               | 9                               | 10                              | 9                               | 8                               | 7                               | 8                               | 8                               | 99                              |
| Umidade relativa (%)            | 85                              | 83                              | 76                              | 68                              | 66                              | 66                              | 70                              | 70                              | 74                              | 80                              | 87                              | 86                              | 75,9                            |
| Fonte: 2023-07-06               |                                 |                                 |                                 |                                 |                                 |                                 |                                 |                                 |                                 |                                 |                                 |                                 |                                 |

## História

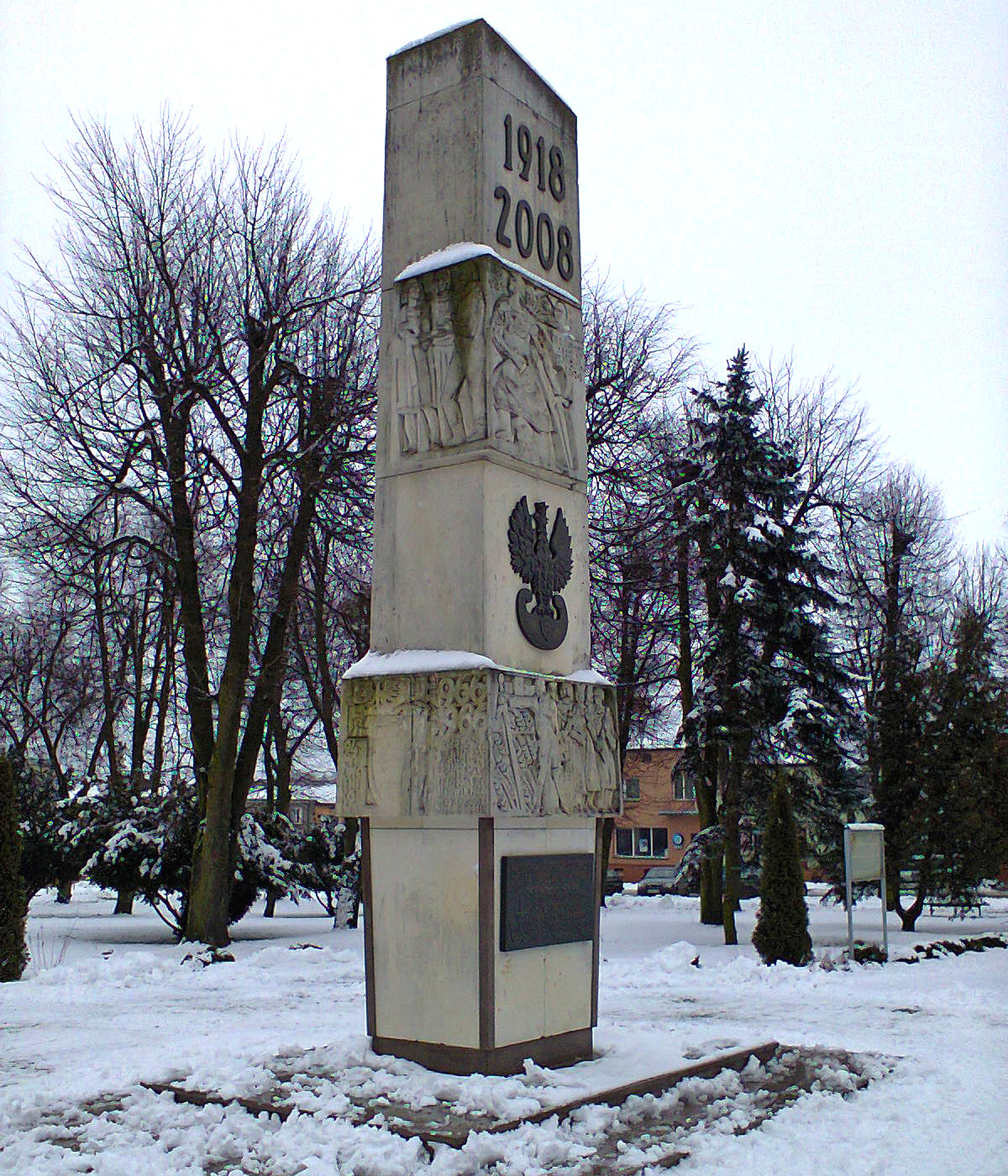
Monumento da Memória Nacional de 1965 na Praça Wolności

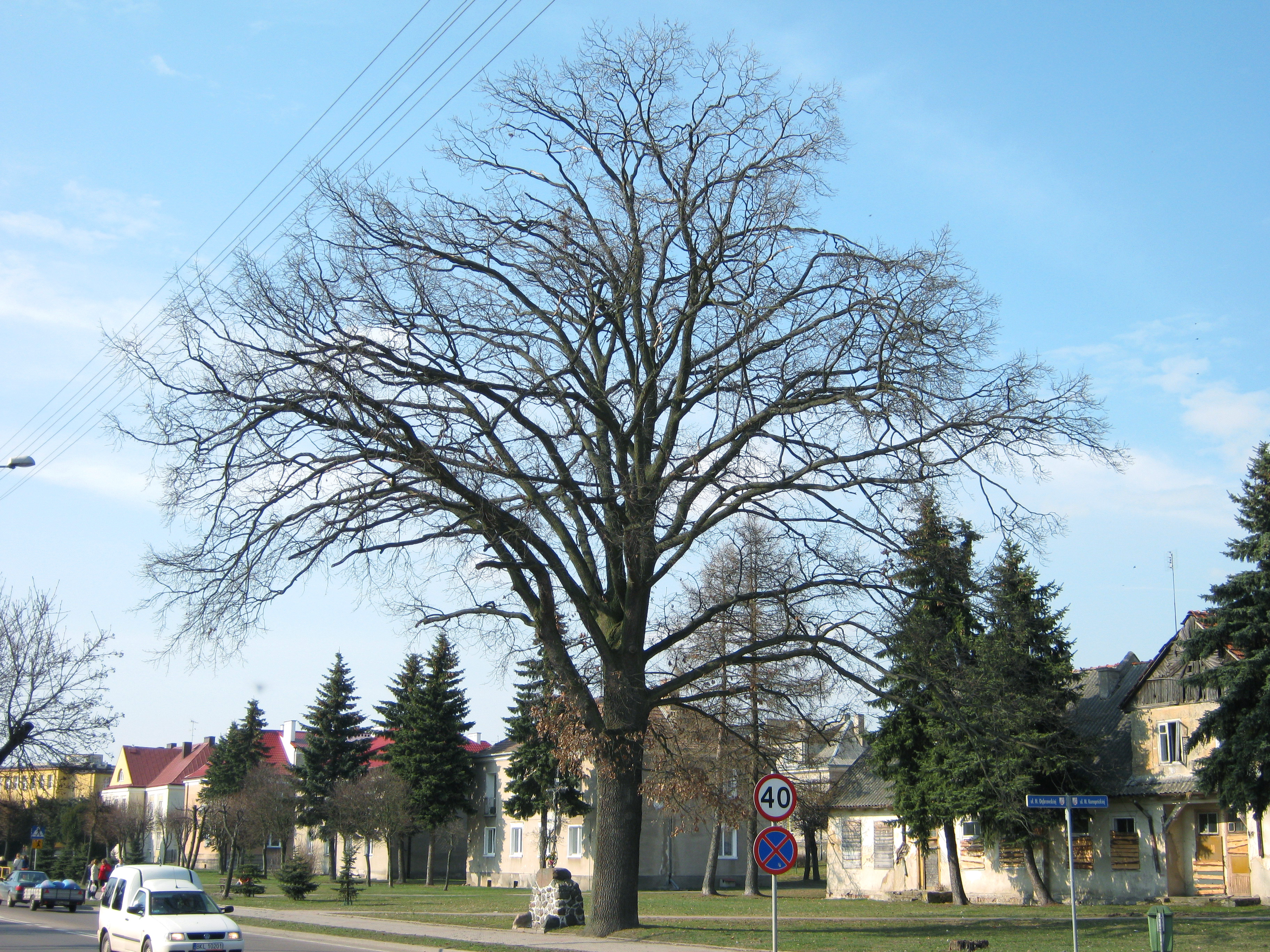
“Carvalho Liberdade”, plantado em 3 de maio de 1919

Originalmente, Kolno estava localizada entre os pântanos do rio Pisa, onde a antiga fortaleza de Kolno foi preservada. Os achados mais antigos neste local datam de 3 mil anos, enquanto o assentamento medieval remonta ao século VIII. A fortaleza foi construída no mesmo século ou no século seguinte.
A cidade foi mencionada pela primeira vez em 1422; inicialmente pertencia aos duques da Mazóvia, depois funcionou como uma cidade real. A cidade recebeu os direitos de cidade (lei de Chełmno) do príncipe Janusz I da Mazóvia, conhecido como, o Velho, em 30 de junho de 1425.
Nos anos 1434–1443, o neto de Janusz I, Boleslau IV de Varsóvia, mudou-se para o local atual no rio Łabna. Esta transferência foi causada pelo aumento da população no planalto de Kolne, a perda de importância da hidrovia do rio Pisa em favor das rotas terrestres e muito pouca área na localização atual. Nos séculos XVII e XVIII foi o centro do starostado não citadino, no século XVI a cidade floresceu (comércio, artesanato).
Kolno foi incendiada durante a Revolta de Kościuszko (1794), em 1795 fez parte da partição prussiana, de 1807 do Ducado de Varsóvia e de 1815 da Polônia do Congresso. No século XIX, a cidade abrigou um centro de comércio de tecidos Kurpie (um grupo etnográfico da população polonesa). Em 1867 Kolno tornou-se a sede do condado. Os judeus desempenharam um papel importante na vida da cidade no século XIX e 1.ª metade do século XX. Em 1827, eles constituíam 38% da população total, e em 1857, 62%. Em 1939, a cidade era habitada por 5 163 pessoas, 67% das quais eram judeus.
Como resultado da Primeira Guerra Mundial, os edifícios da cidade foram parcialmente destruídos. Em 1915, o exército alemão construiu uma ligação ferroviária entre Kolno e Pisz (bitola padrão) e Myszyniec (bitola estreita).
Depois que a Polônia recuperou a independência em 1918, a cidade retornou às suas fronteiras. Em 1923, a ligação ferroviária com Pisz no lado alemão da fronteira foi liquidada.
Em 8 de setembro de 1939, Kolno foi ocupada pelo exército alemão e, em 29 de setembro, os soviéticos chegaram à cidade. Em 22 de junho de 1941, a cidade foi novamente ocupada pelo exército alemão. A administração alemã introduziu imediatamente uma política de terror contra a população polonesa e o extermínio total da população judaica. Em 4 de julho, os poloneses assassinaram 37 judeus, estuprando as mulheres e saqueando as propriedades dos judeus. Em 15 de julho de 1941, 16 judeus foram fuzilados e seus corpos enterrados ao lado da estátua de Lênin demolida, erguida na praça do mercado durante o período soviético. Em agosto, os alemães reuniram todos os judeus que ainda estavam vivos na praça do mercado. Os homens foram conduzidos para as proximidades da aldeia de Kolimagi, e as mulheres e crianças para a aldeia de Mściwuje. Ambos os grupos foram assassinados lá e enterrados em valas comuns. As tropas soviéticas tomaram a cidade na noite de 23 para 24 de janeiro de 1945.
Em 1 de abril de 1973, a última conexão ferroviária da cidade (com Myszyniec) foi liquidada. Com a liquidação dos condados em 1975, Kolno perdeu o estatuto de cidade distrital, recuperando-o como resultado da reforma administrativa em 1999.

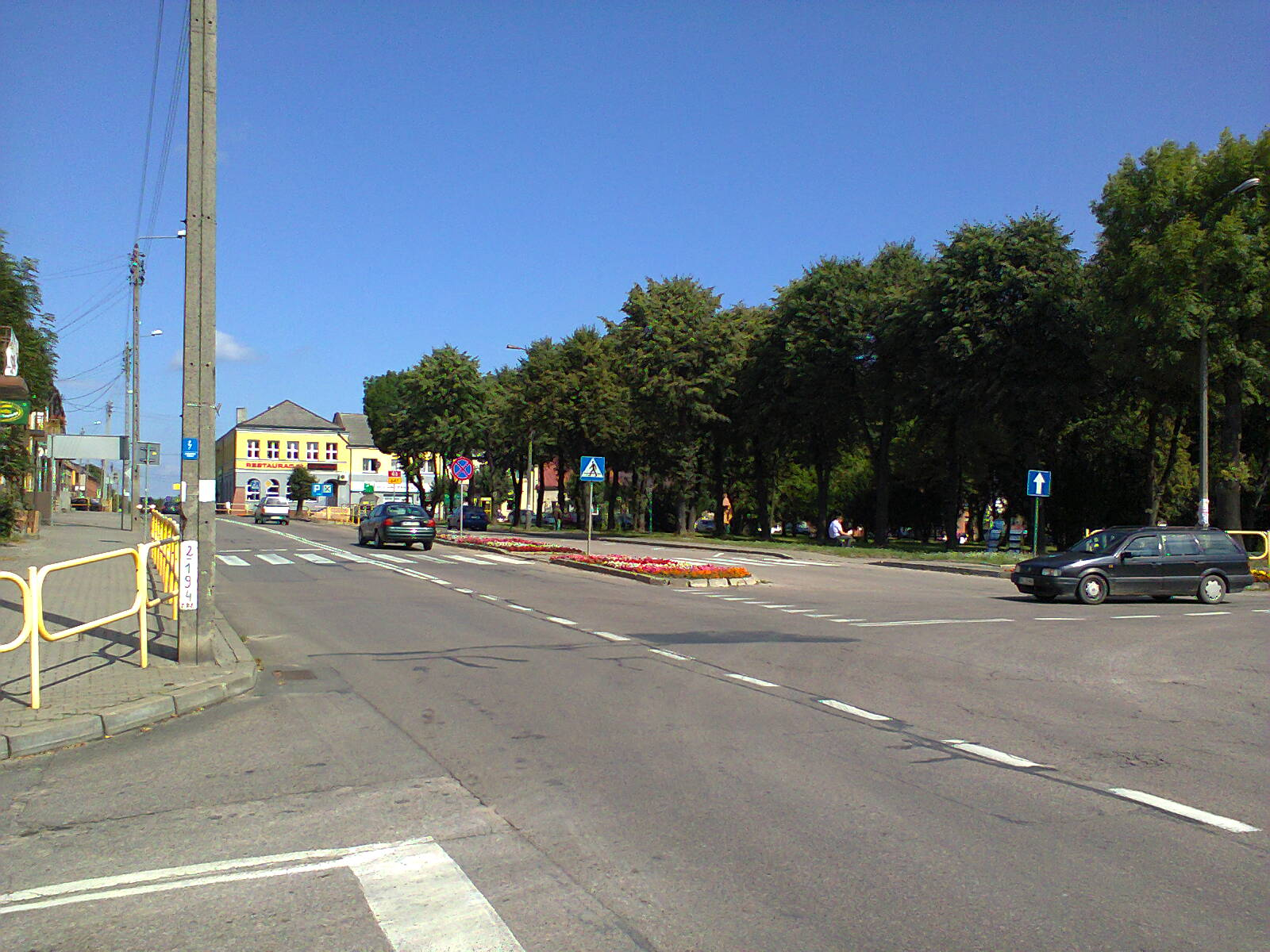
Estrada nacional n.º 63 e o parque municipal à direita
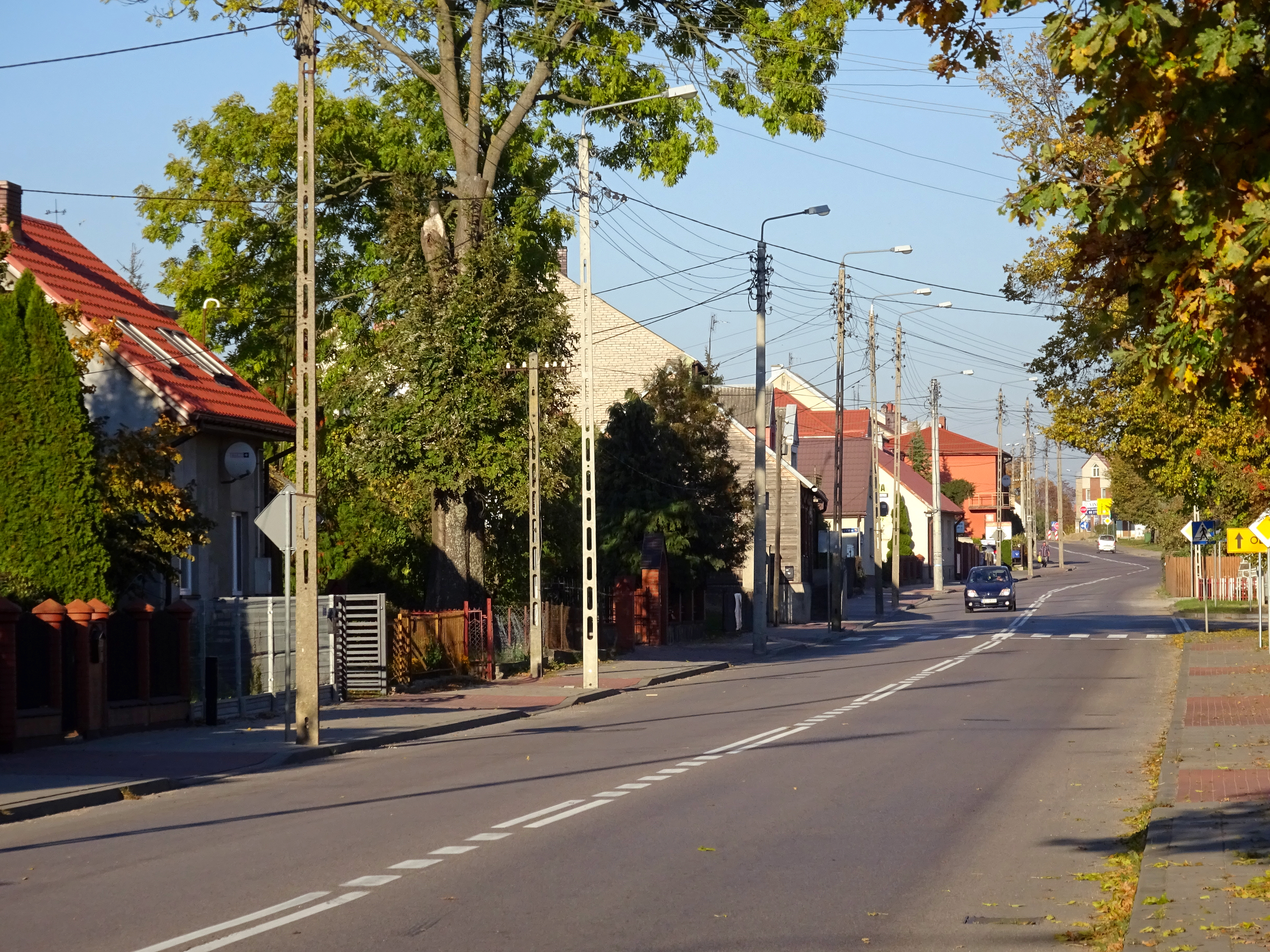
Ruas Mickiewicza e Sienkiewicza
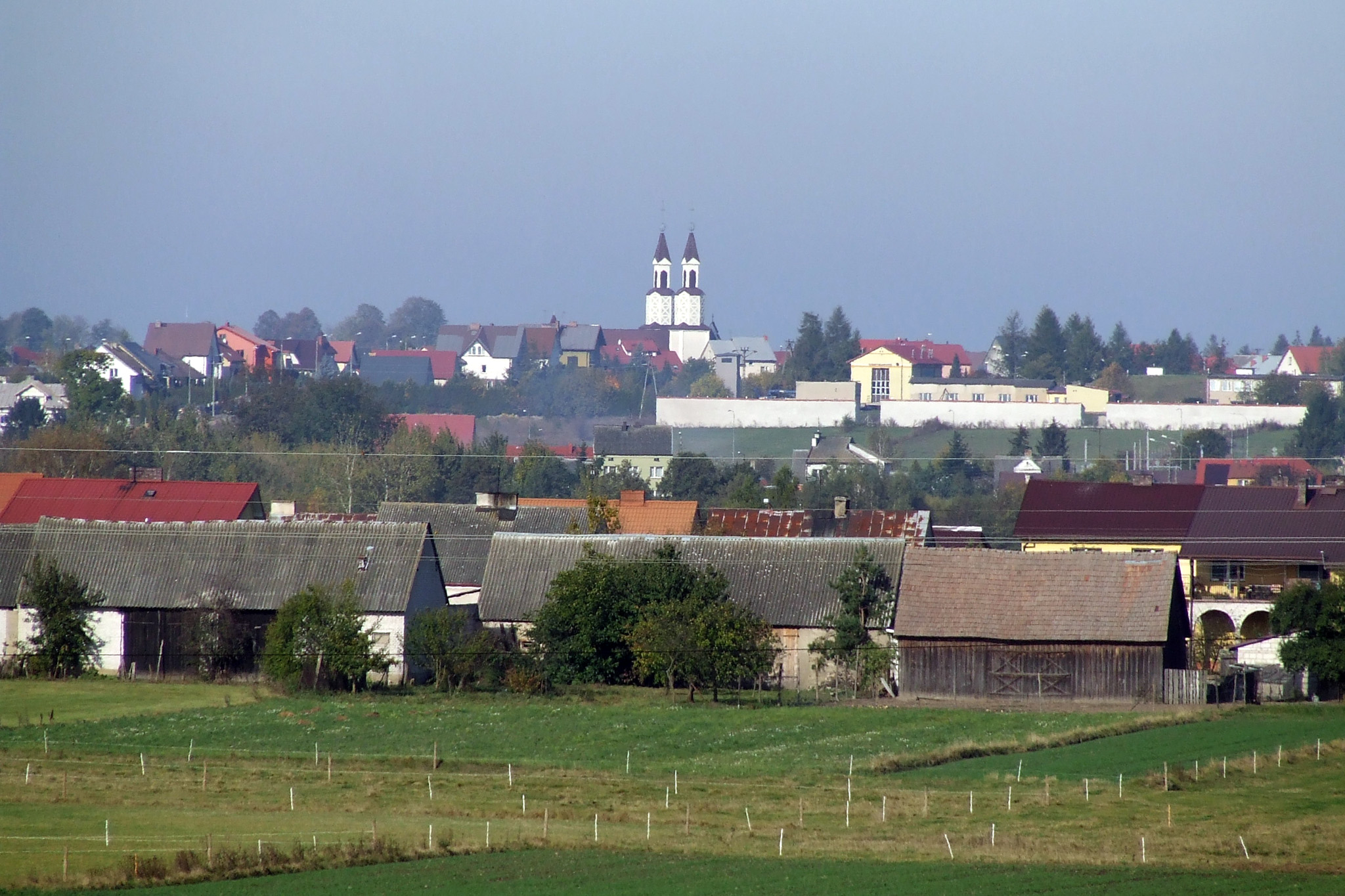
Kolno — vista do sul
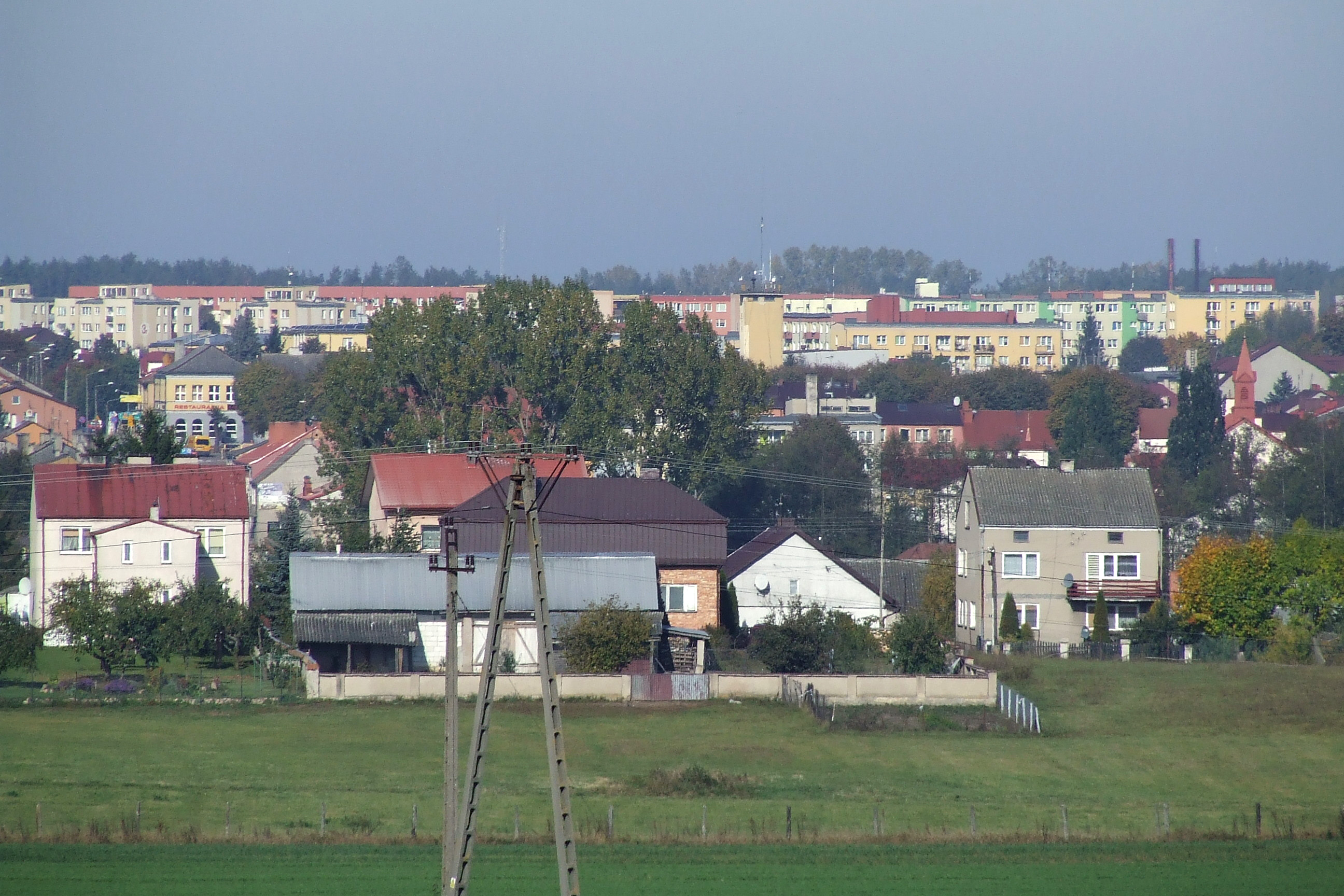
Kolno — vista do sul
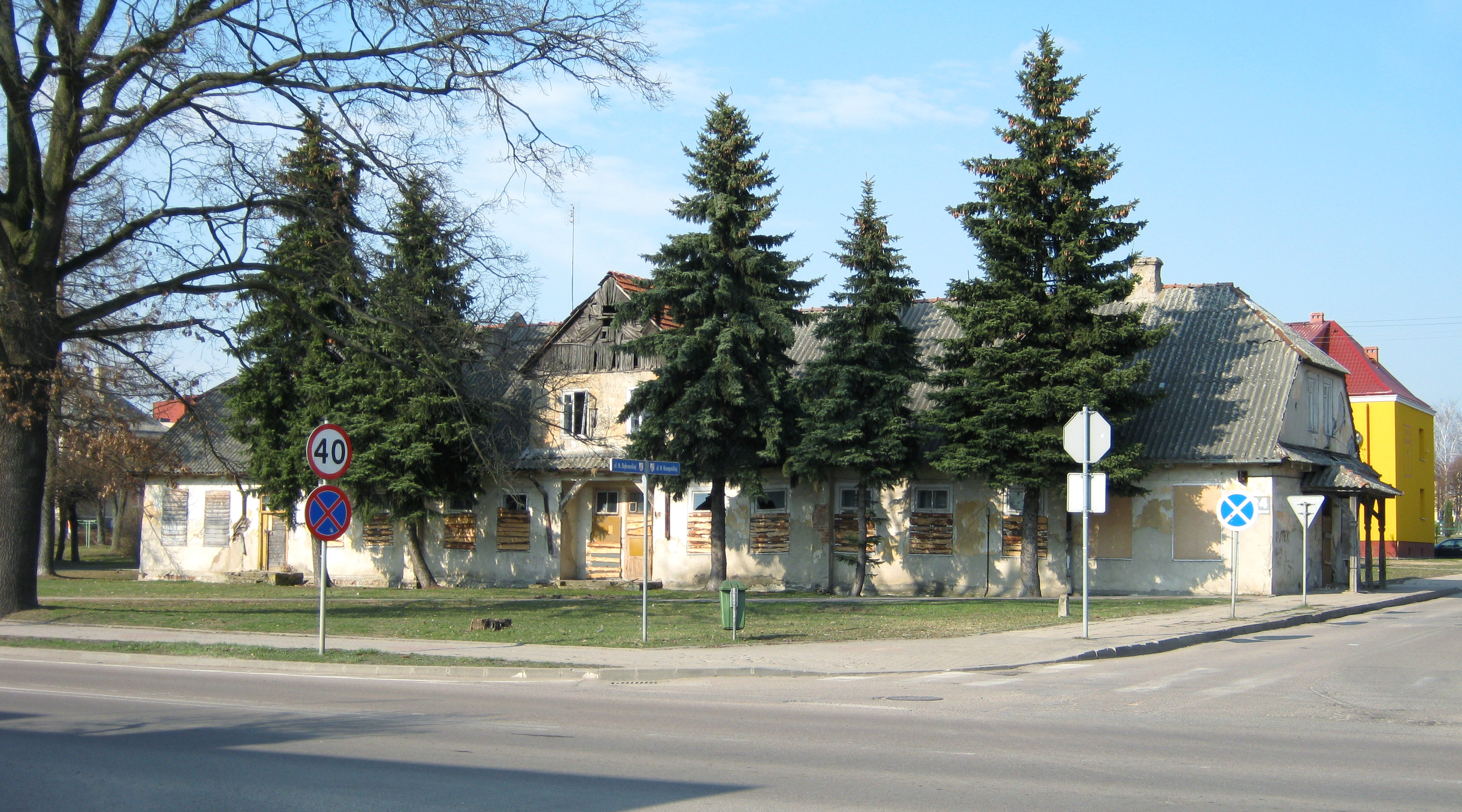
Edifício do “berçário” foi inaugurado em 1919 para crianças órfãs de guerra. A instalação foi demolida em março de 2014
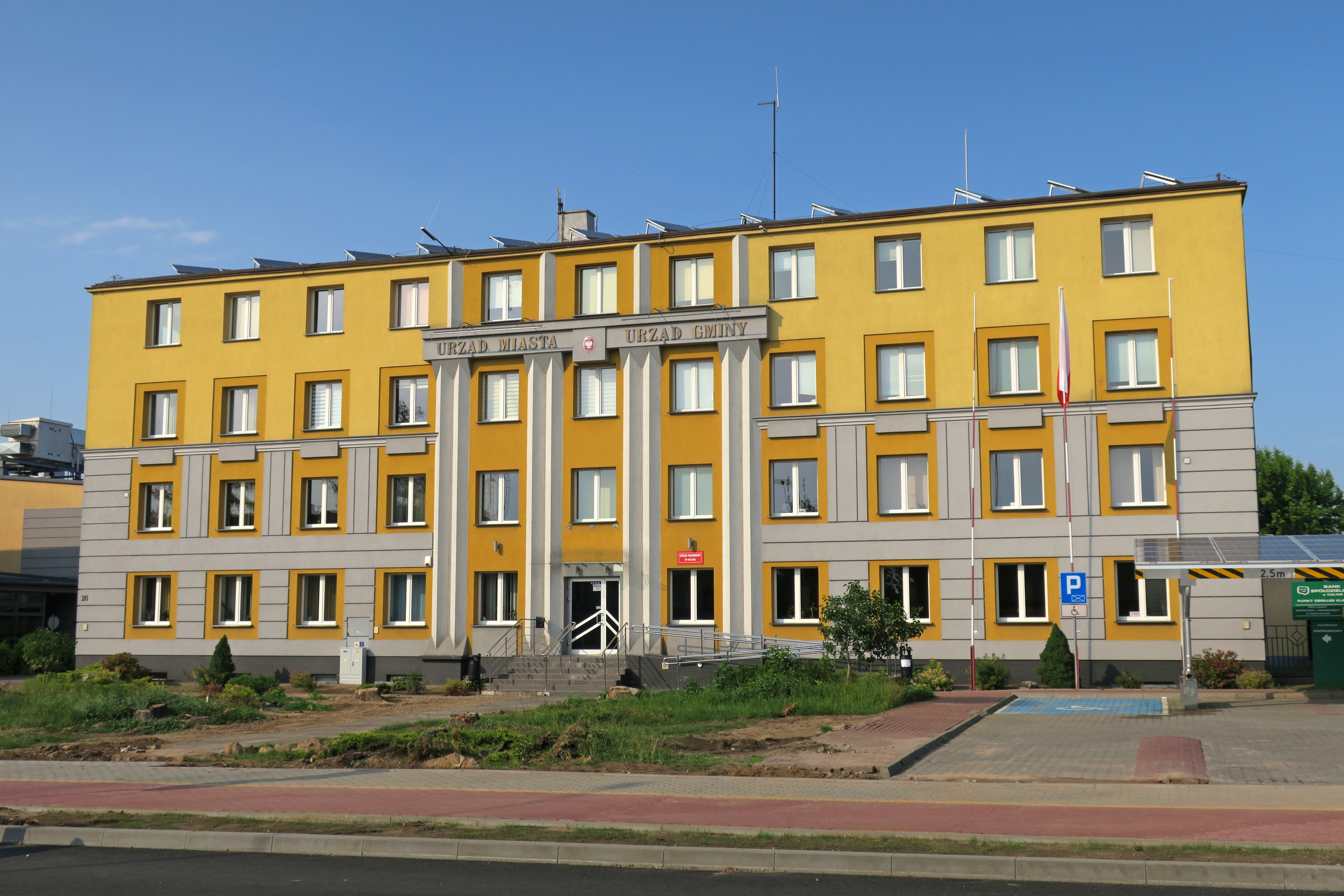
Edifício dos governos da cidade e da comuna em Kolno
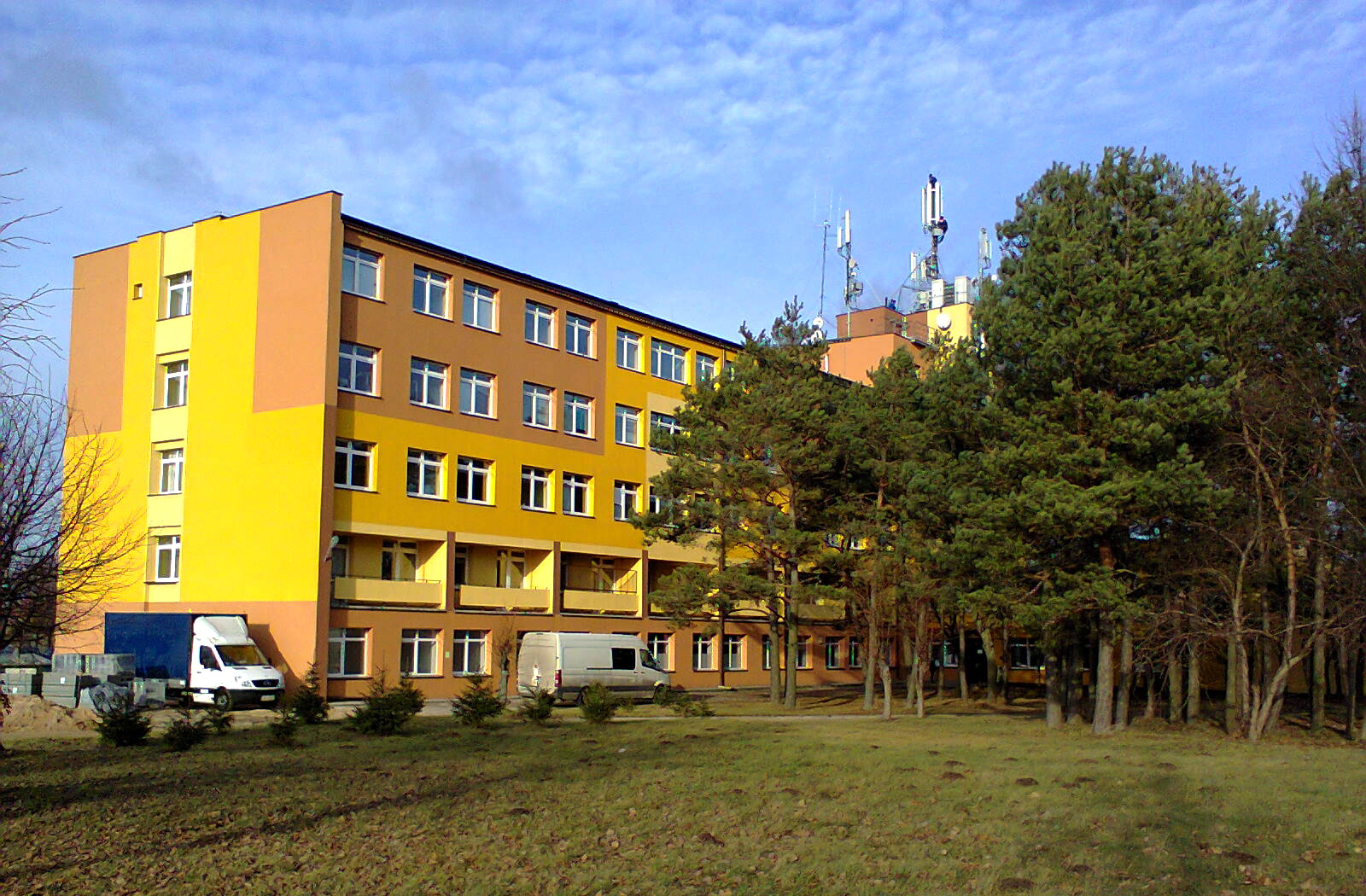
Hospital Geral em Kolno
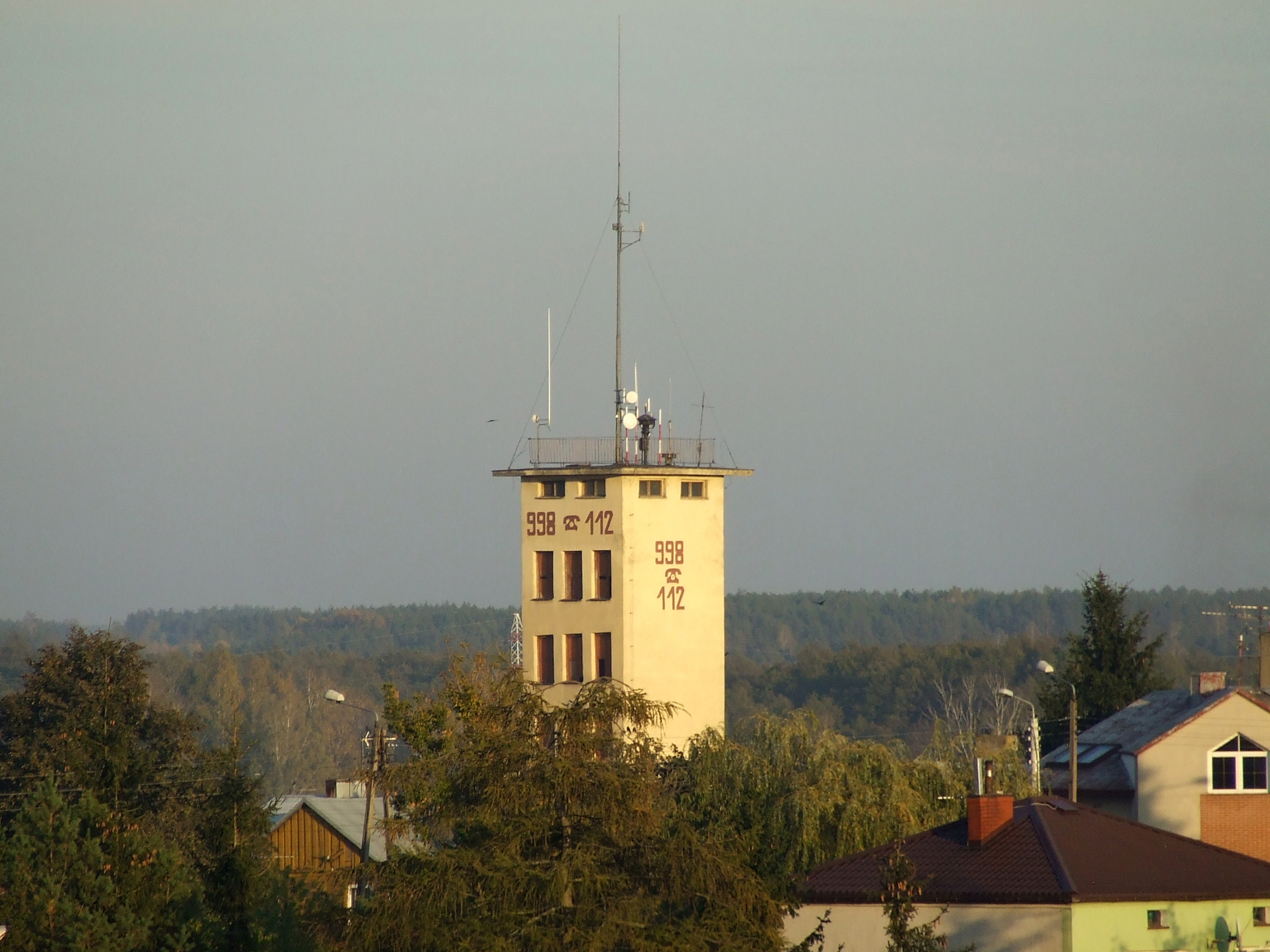
Torre de incêndio – um dos edifícios mais altos de Kolno

## Monumentos históricos

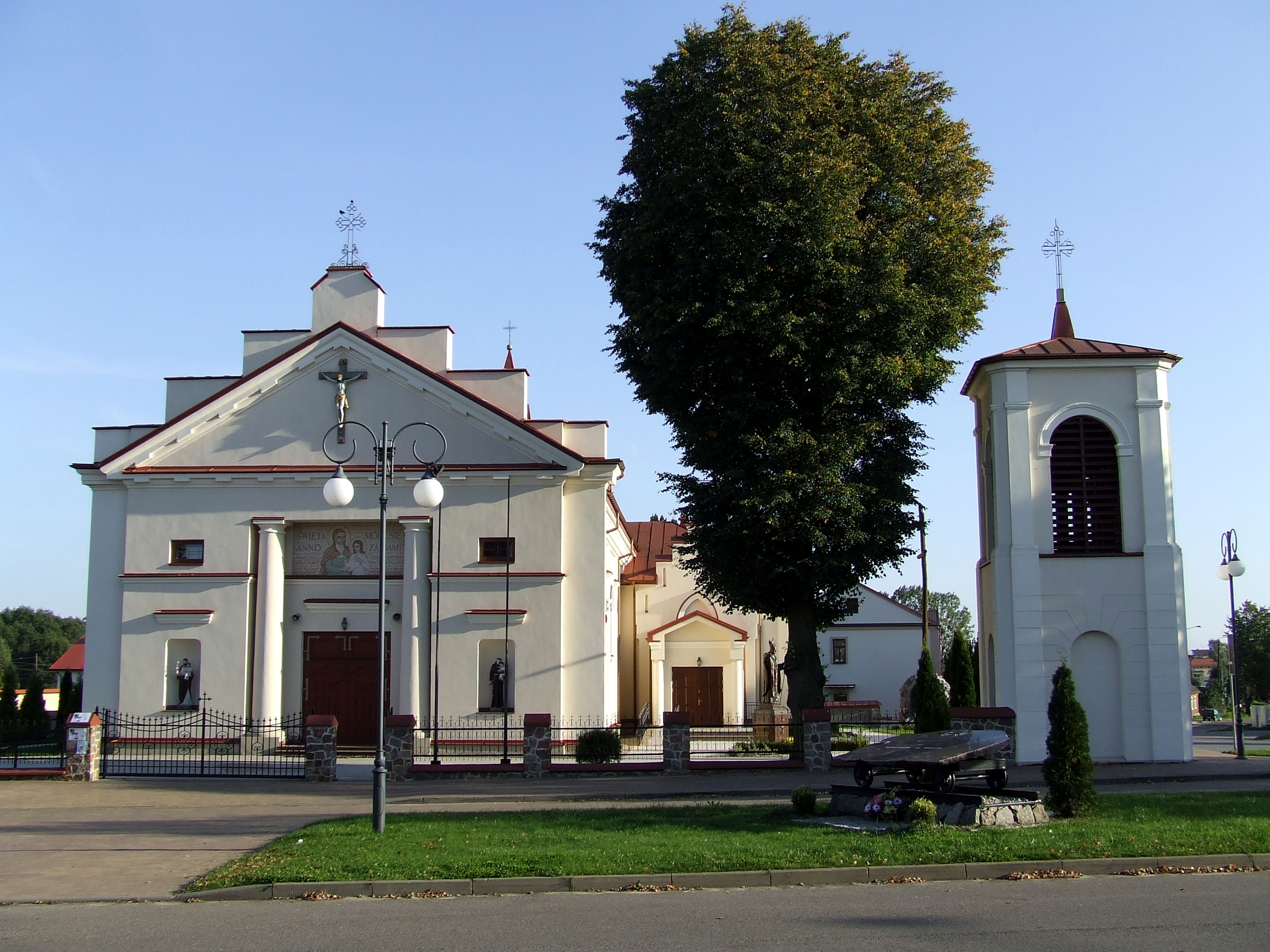
Igreja de Santa Ana em Kolno

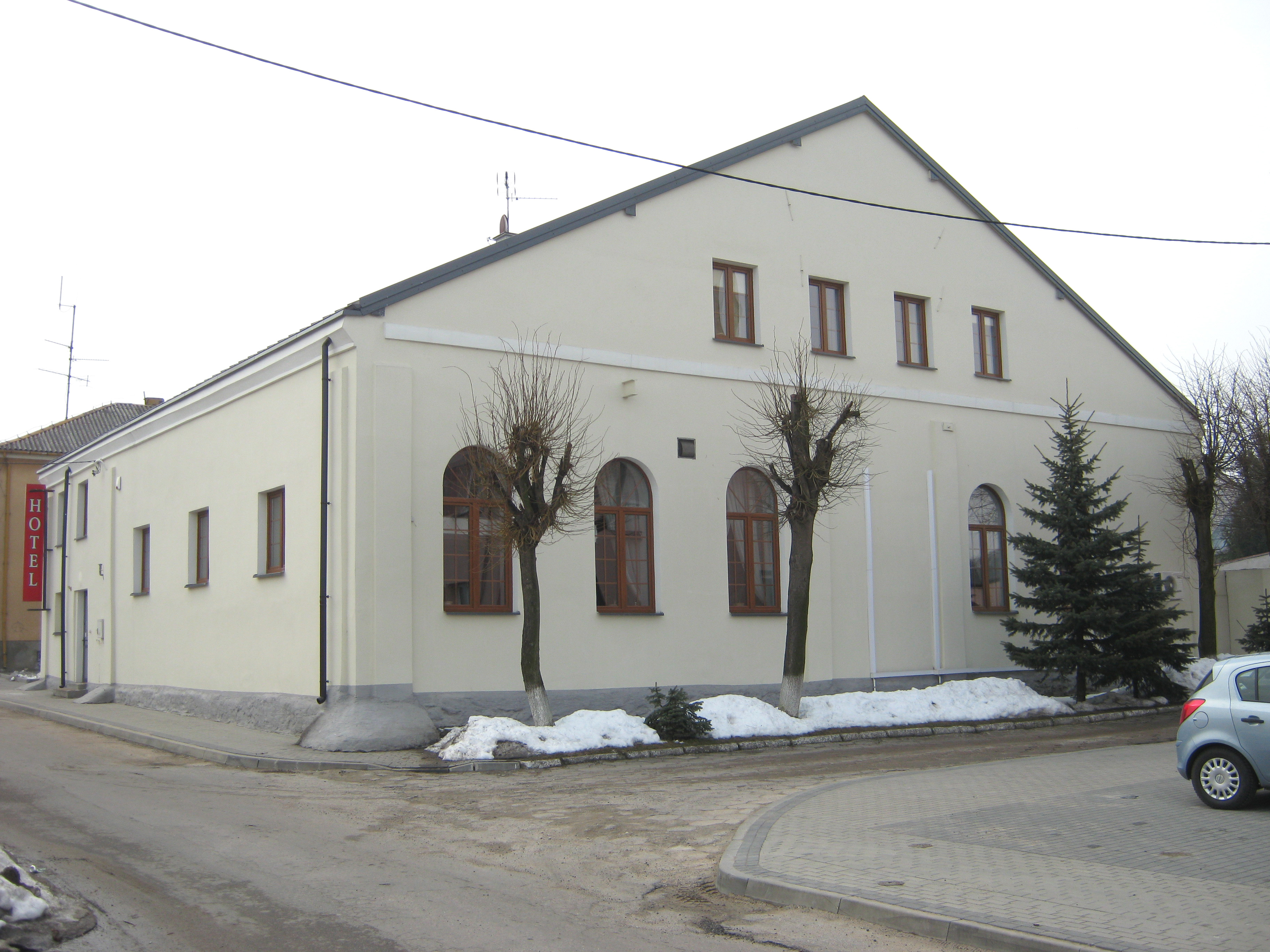
Edifício sinagoga renovado — agora abriga um hotel e restaurante

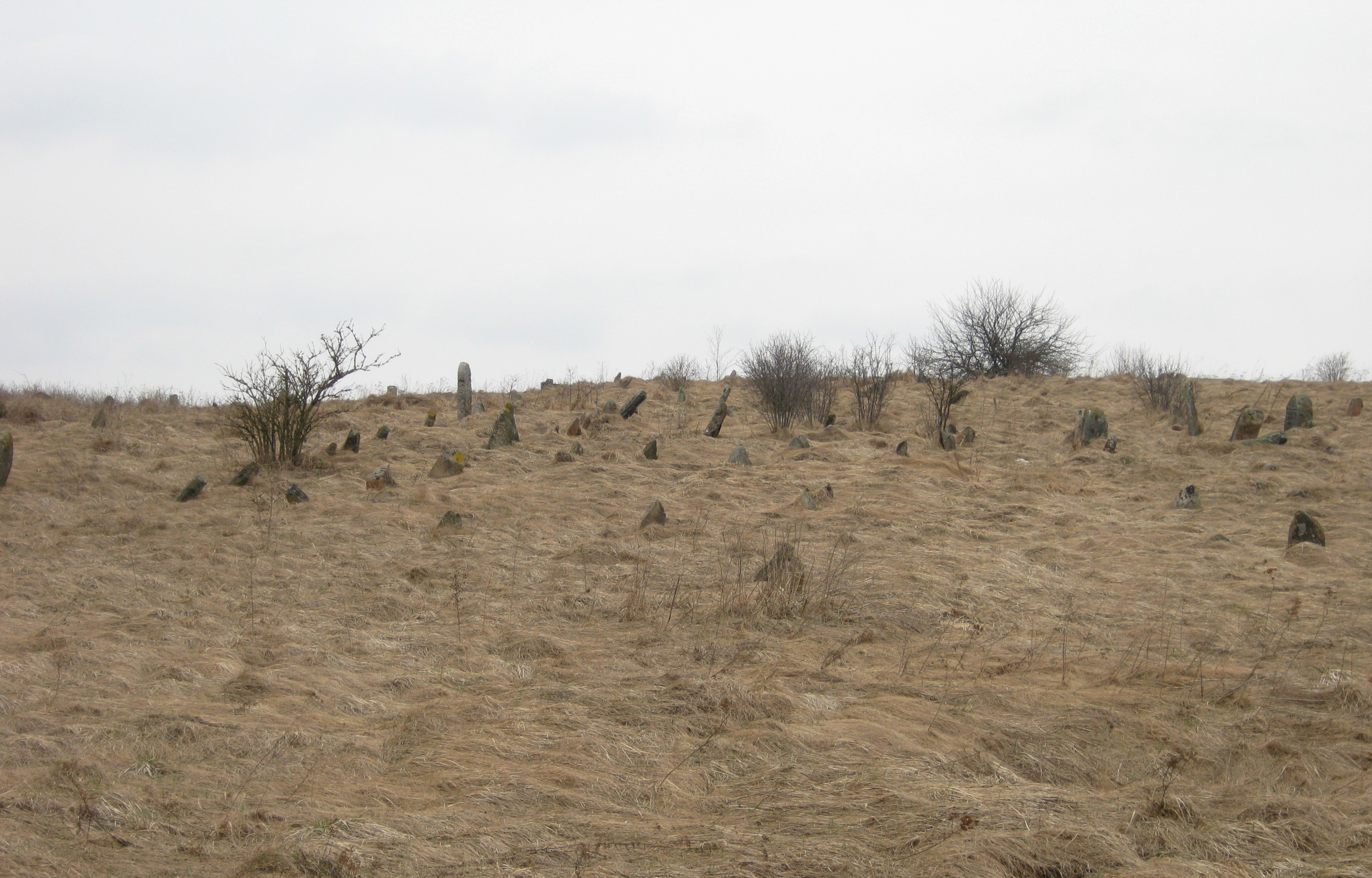
Cemitério judaico — são visíveis as lápides mais antigas da parte sul, feitas de pedras de granito

- Traçado urbano medieval (parte separada da cidade).
- Igreja paroquial de Santa Ana, da primeira metade do século XIX e campanário.
- Sinagoga, rua Strażacka, século XVIII.
- Cemitério católico, fechado, rua Waryński, início do século XIX.
- Cemitério judaico, primeira metade do século XIX.
- Cemitério de guerra da Primeira Guerra Mundial, um túmulo no novo cemitério católico.
- Casa, praça Wolności 21, depois de 1910.

## Economia

### Indústrias
Em 22 de junho de 2009, a cidade de Kolno obteve um subsídio para a criação de terrenos especiais para investimentos. O projeto “Preparação de terrenos para investimentos no domínio da produção e serviços modernos em Kolno” foi cofinanciado pelo programa “Desenvolvimento da Polônia Oriental” com um montante superior a 8,7 milhões de PLN. Uma zona especial foi criada na cidade de Kolno em uma área de 12 4907 hectares entre a rua Wojska Polskiego e a rua Kolejowa. O projeto incluiu o desenvolvimento de lotes e a construção de novas estradas.
Existem várias fábricas de tecidos, confecções e de alimentos em Kolno.
- Agrocentrum Sp. z o.o. — produtor de ração e concentrados
- SM Mlekpol — ZPM Kurpianka — cooperativa de laticínios
- ZM Kolno SA (anteriormente Bison-Bial S.A., filial em Kolno) — fábrica de instrumentos e cabos
- Hetman sp.j. — fabricante de roupas de trabalho

### Comércio
- Supermercados — Biedronka, Stokrotka, Lewiatan, Delikatesy Centrum, Dino, Arhelan
- Mercado municipal — Targowica na rua Targowa

### Áreas de investimento
Em 22 de junho de 2009, a cidade de Kolno obteve um subsídio para criar um terreno especial para investimentos. O projeto “Preparação de áreas para investimentos na área de produção e serviços modernos em Kolno” foi cofinanciado pelo programa “Desenvolvimento da Polônia Oriental” com um valor superior a 8,7 milhões de PLN. Uma zona especial foi criada na cidade de Kolno em uma área de 12,4907 hectares entre a rua Wojska Polskiego e a rua Kolejowa. O projeto abrangeu o desenvolvimento de lotes de terreno e a construção de novas estradas.

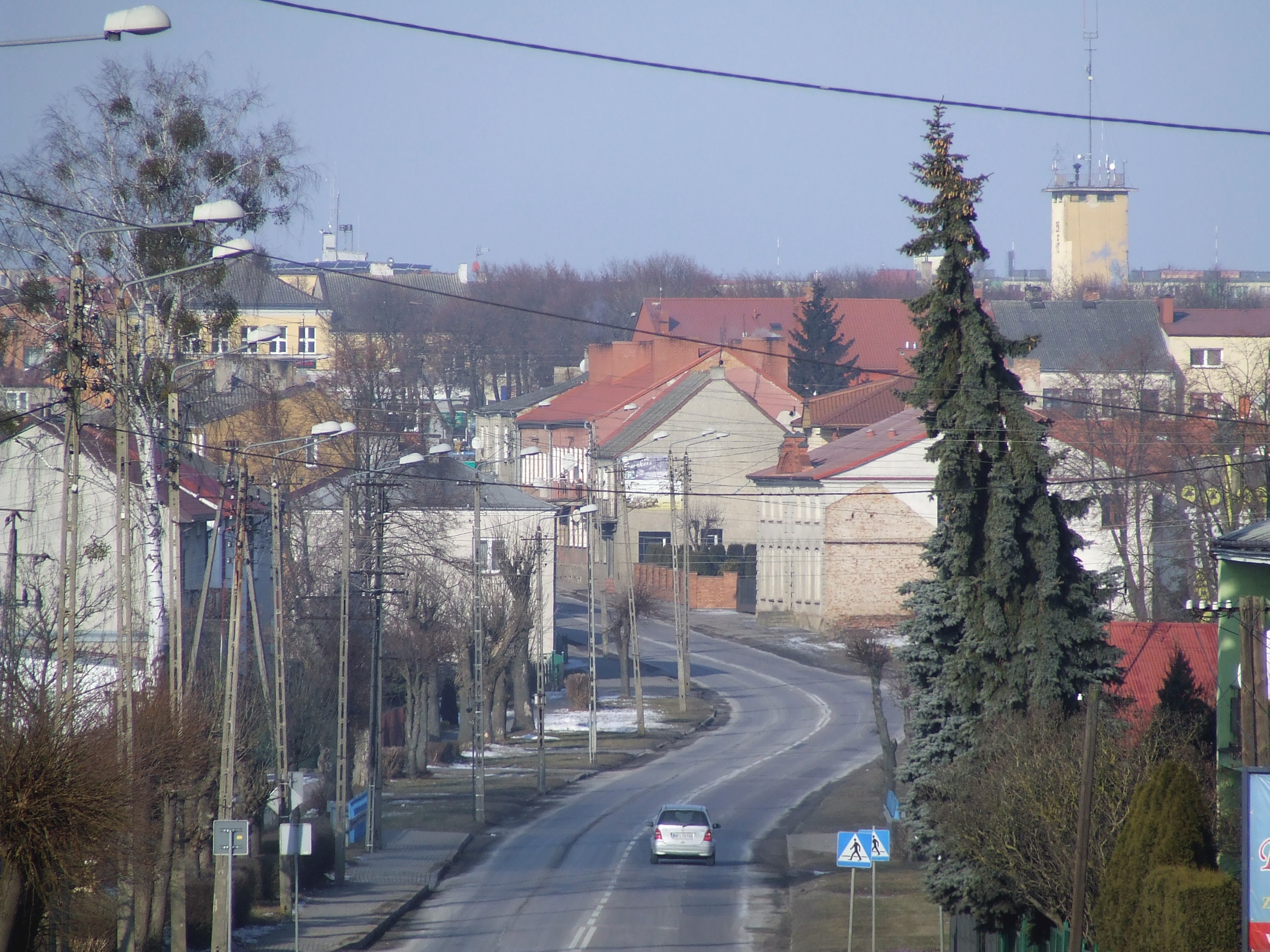
Rua Księcia Janusza

## Transportes
Kolno não tem conexão ferroviária (em 1 de abril de 1973, a ferrovia de bitola estreita que ligava à cidade a Myszyniec foi fechada). Há uma estação de ônibus da empresa PKS na cidade. No transporte regional, o papel principal é desempenhado pela PKS Łomża P.T. Kolno.
As seguintes estradas se cruzam na cidade (nacional e provincial):
- — passagem de fronteira Perły-Kryłowo — Giżycko — Kolno — Łomża — Zambrów — Siedlce — Sławatycze
- — Stawiski — Kolno — Dęby

## Educação

Escolas em Kolno
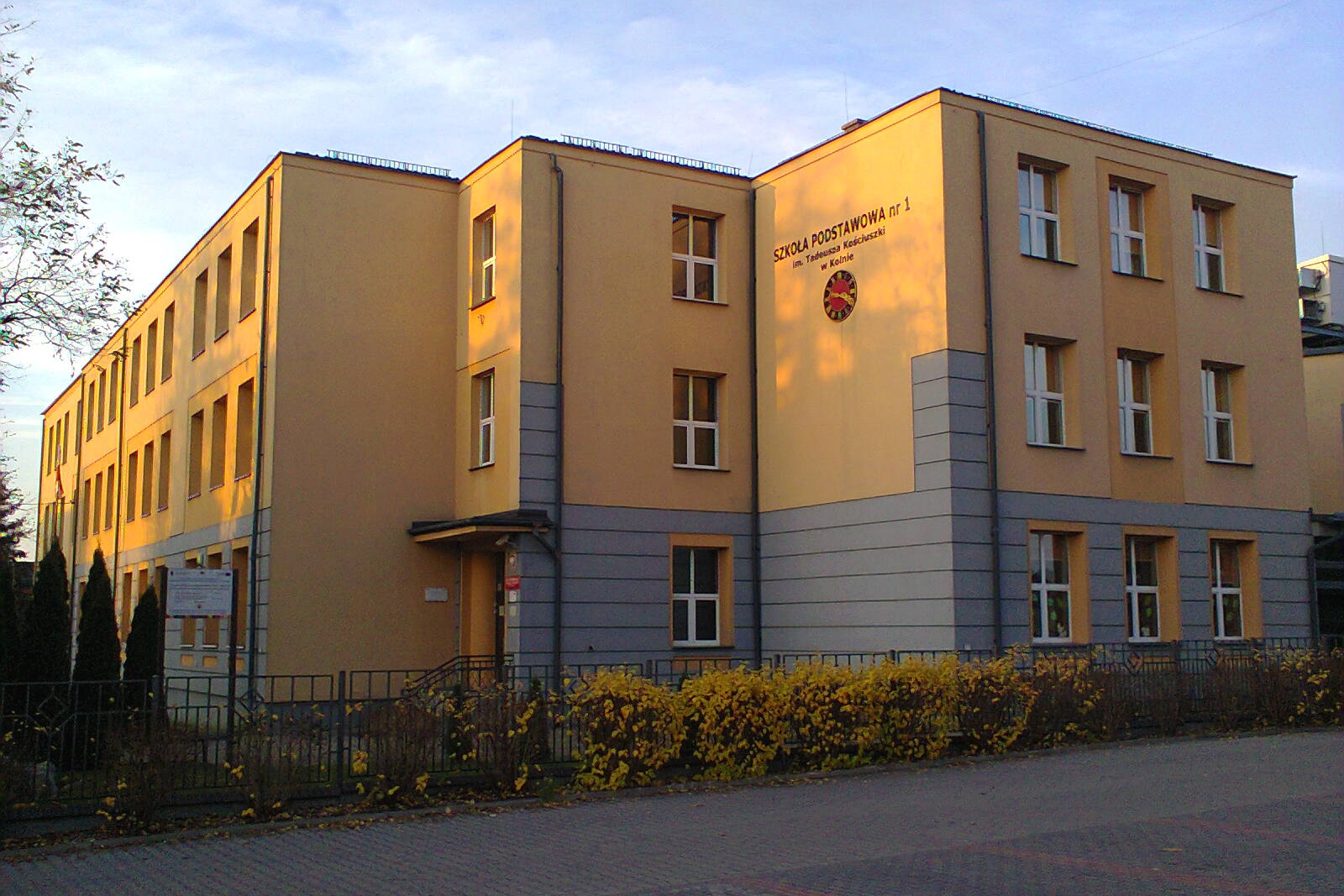
Escola Primária n.º 1 Tadeusz Kościuszko
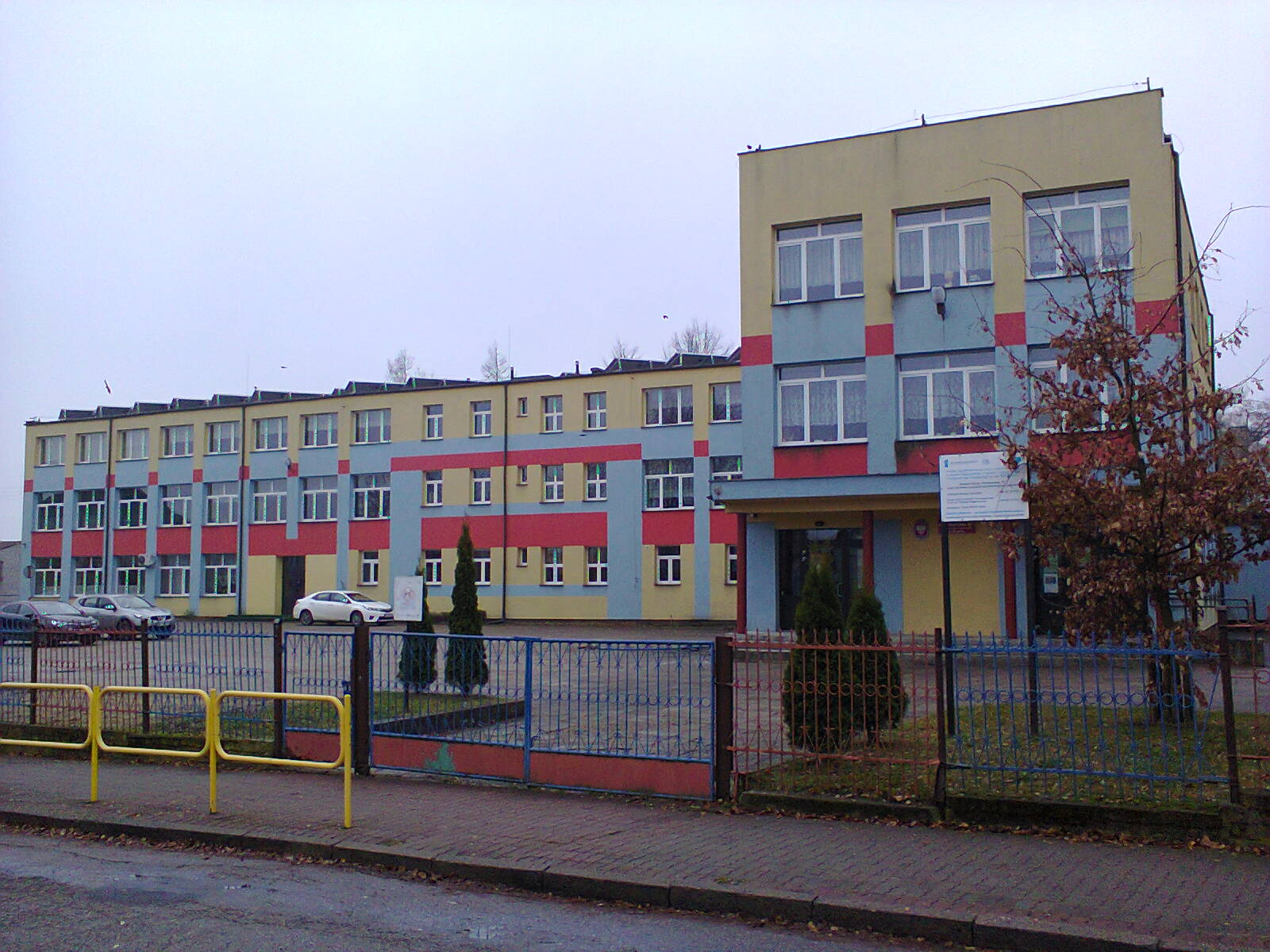
Escola Primária n.º 2  Henryk Sienkiewicz
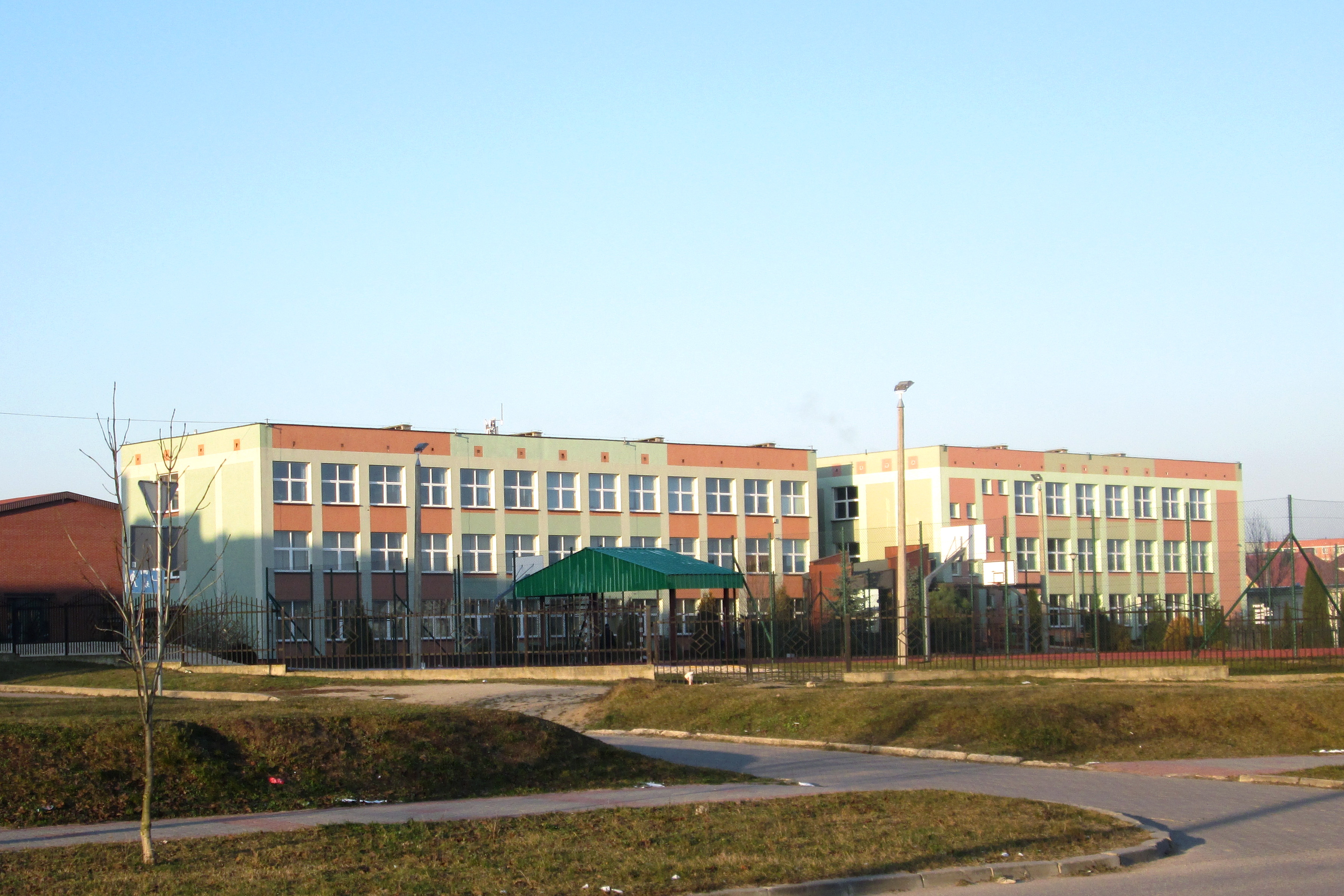
Colégio João Paulo II
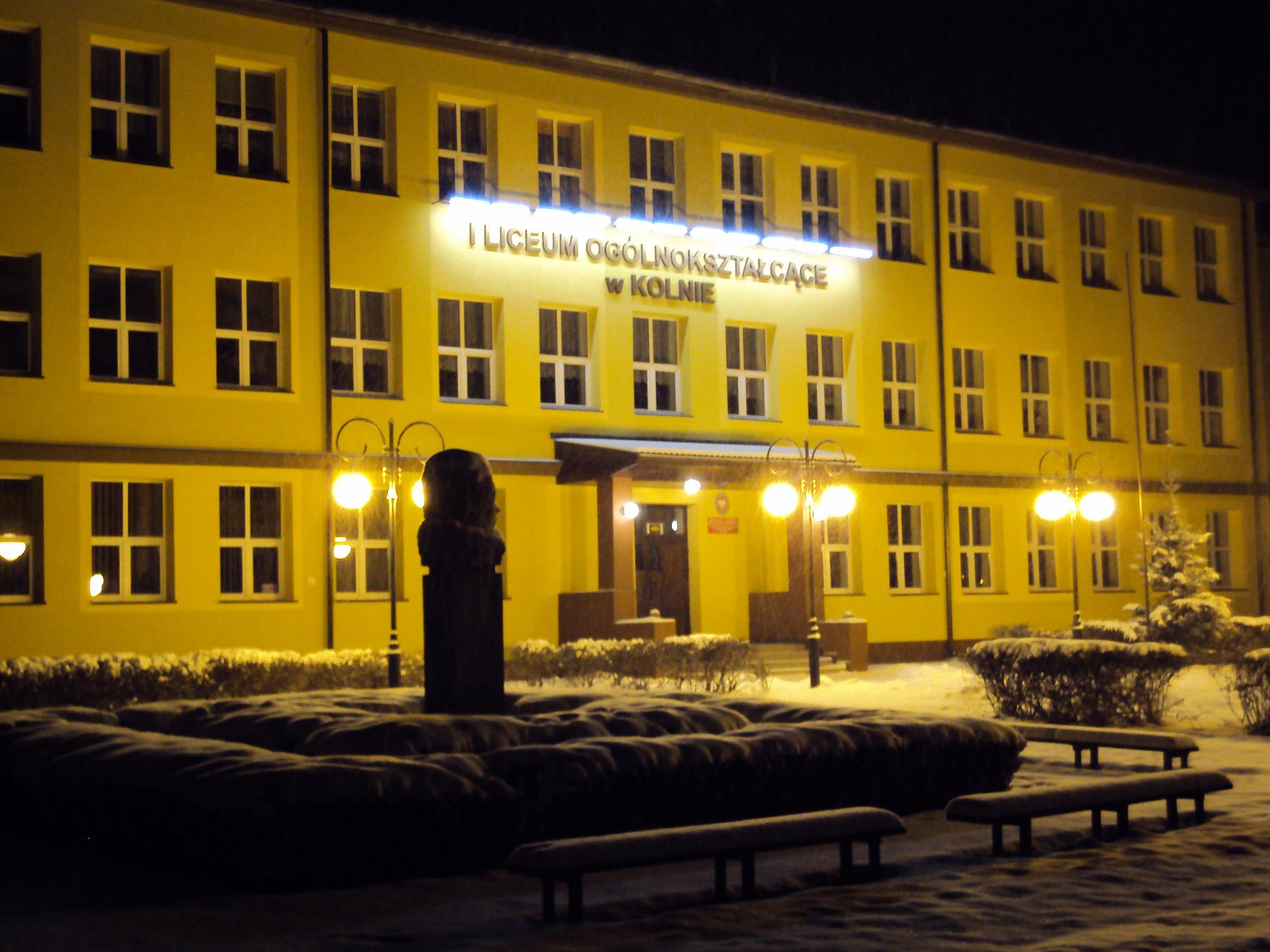
I Escola Secundária
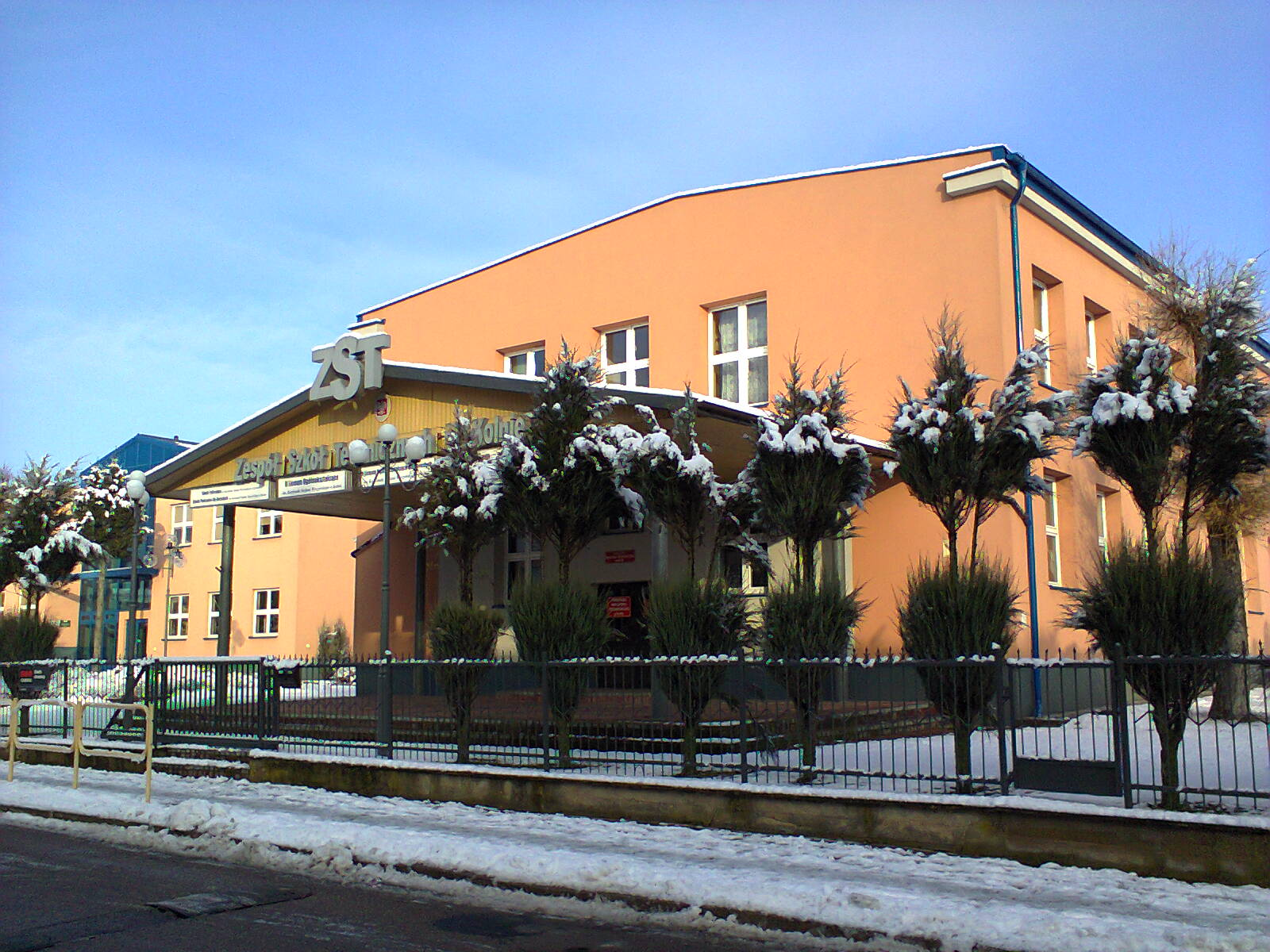
Complexo de escolas técnicas
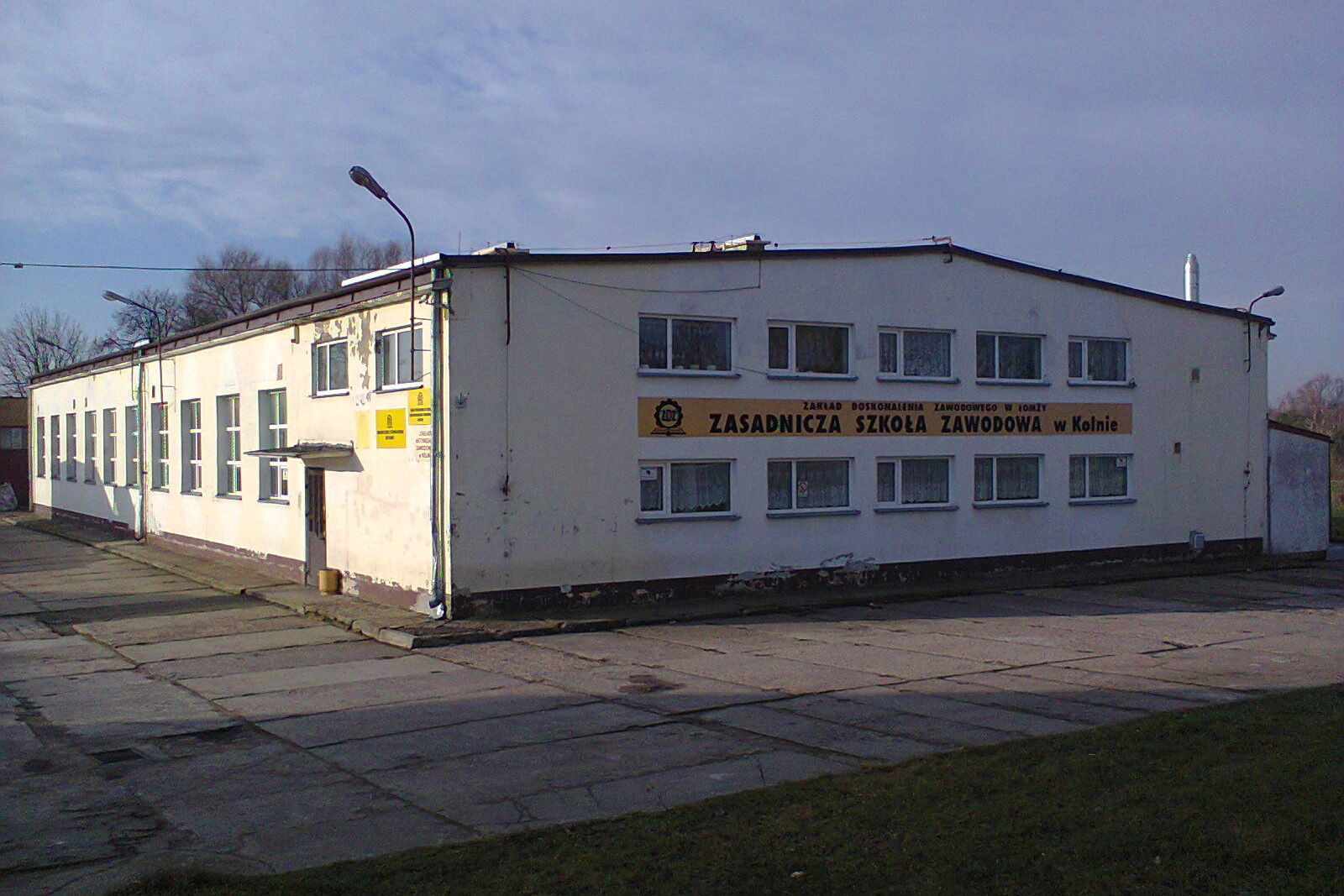
Escola Industrial de Primeiro Grau

Jardim de infância
- Jardim de infância municipal
- Jardim de infância e creche particular “Bajkowy Świat”[23]

Escolas primárias
- Escola Primária n.º 1 Tadeusz Kościuszko[24]
- Escola Primária n.º 2 Henryk Sienkiewicz[25]

Escolas secundárias
- Complexo Escolar Secundário
  - Escola Secundária I Adam Mickiewicz[26]
  - Escola Secundária I para Adultos Adam Mickiewicz[27]
- Complexo de escolas técnicas[28]
  - II Colégio Cardeal Stefan Wyszyński
  - II Escola Secundária para Adultos Cardeal Stefan Wyszyński
  - Escola secundária técnica Cardeal Stefan Wyszyński
  - Escola industrial de Primeiro Grau Cardeal Stefan Wyszyński
  - Escola pós-secundária para adultos Cardeal Stefan Wyszyński
- Centro de Formação Profissional em Łomża, filial em Kolno[29]
  - Escola Técnica
  - Escola industrial de primeiro grau

## Cultura

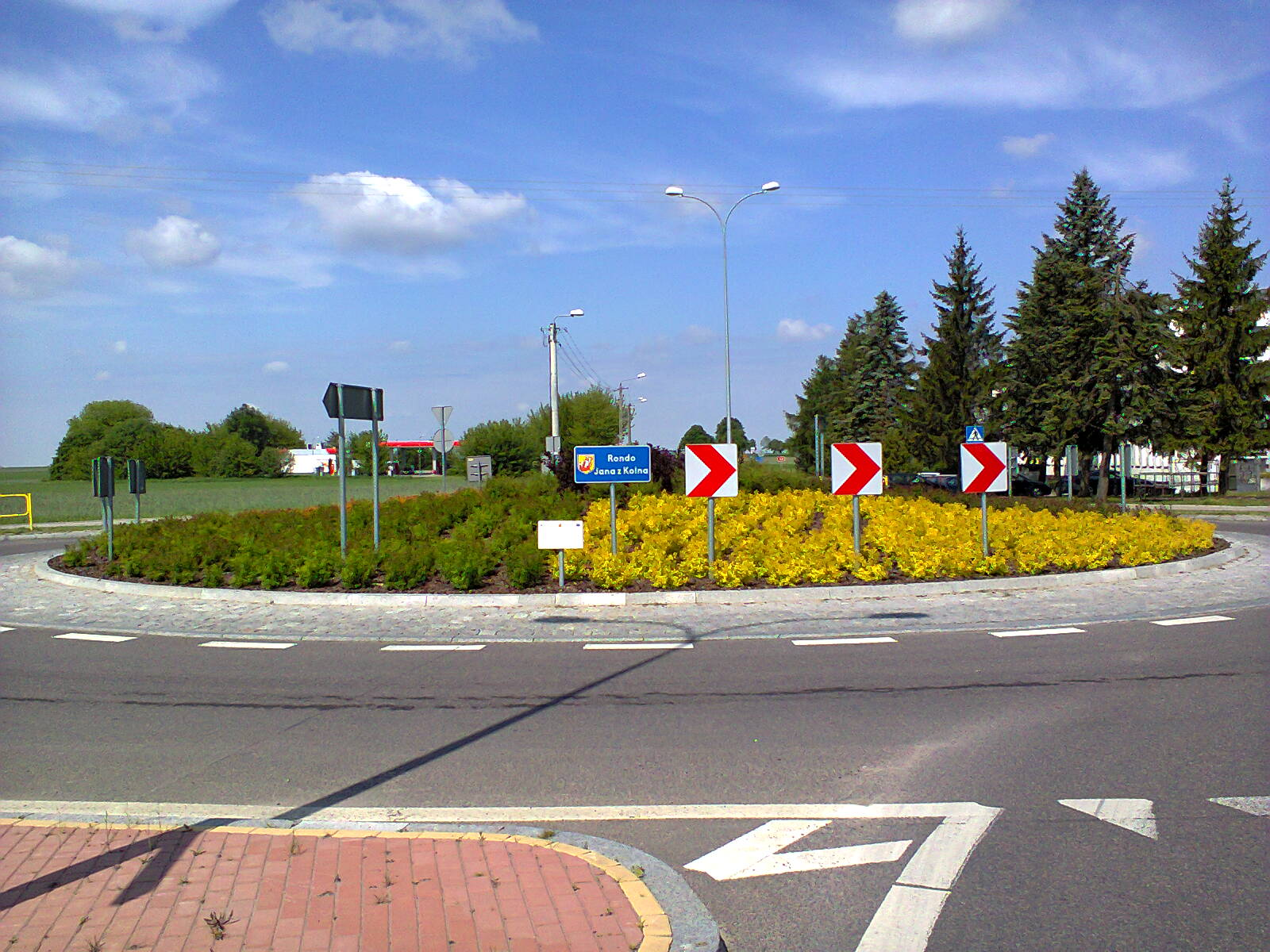
Rotatória Jana z Kolna

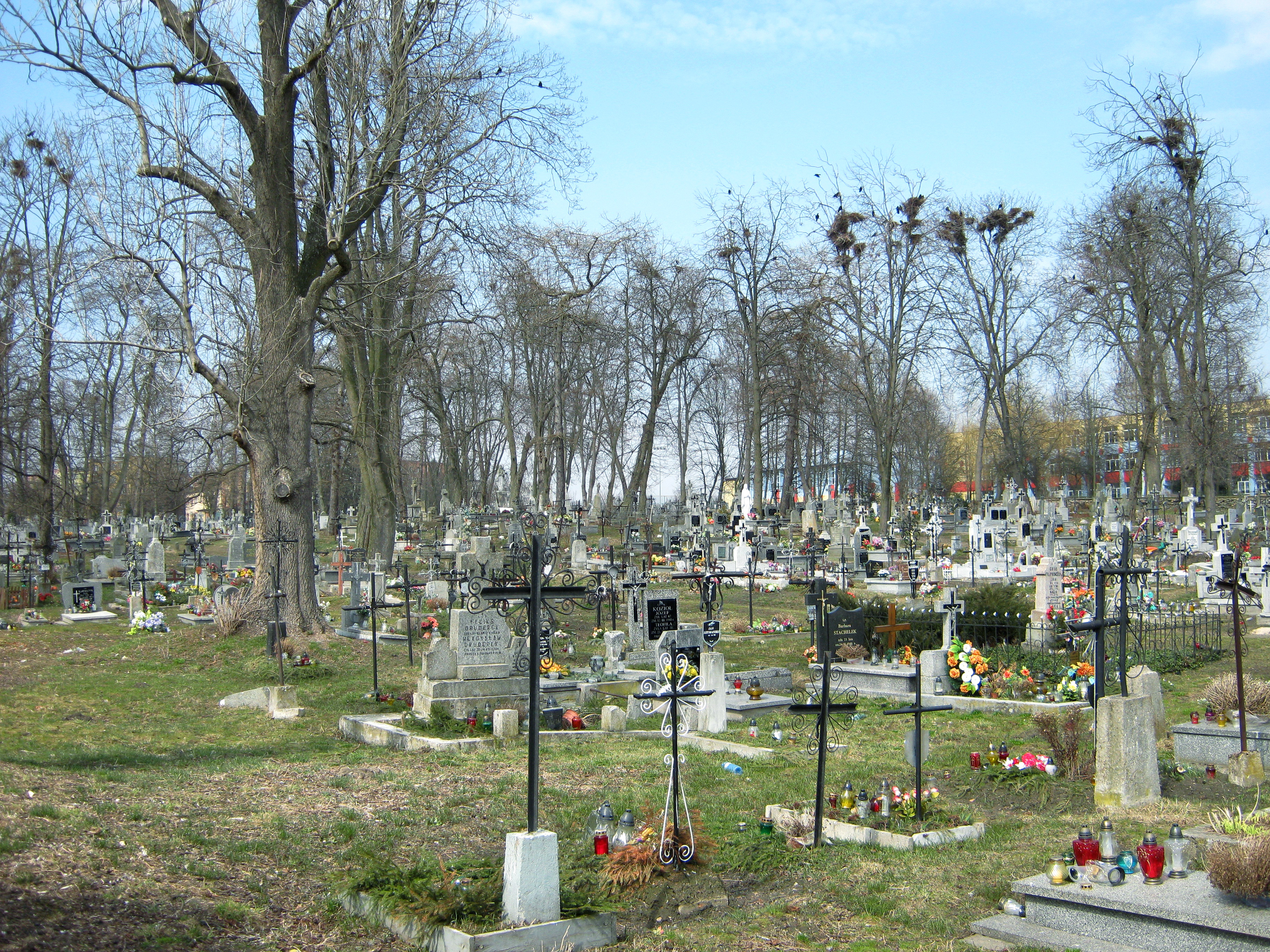
Cemitério paroquial

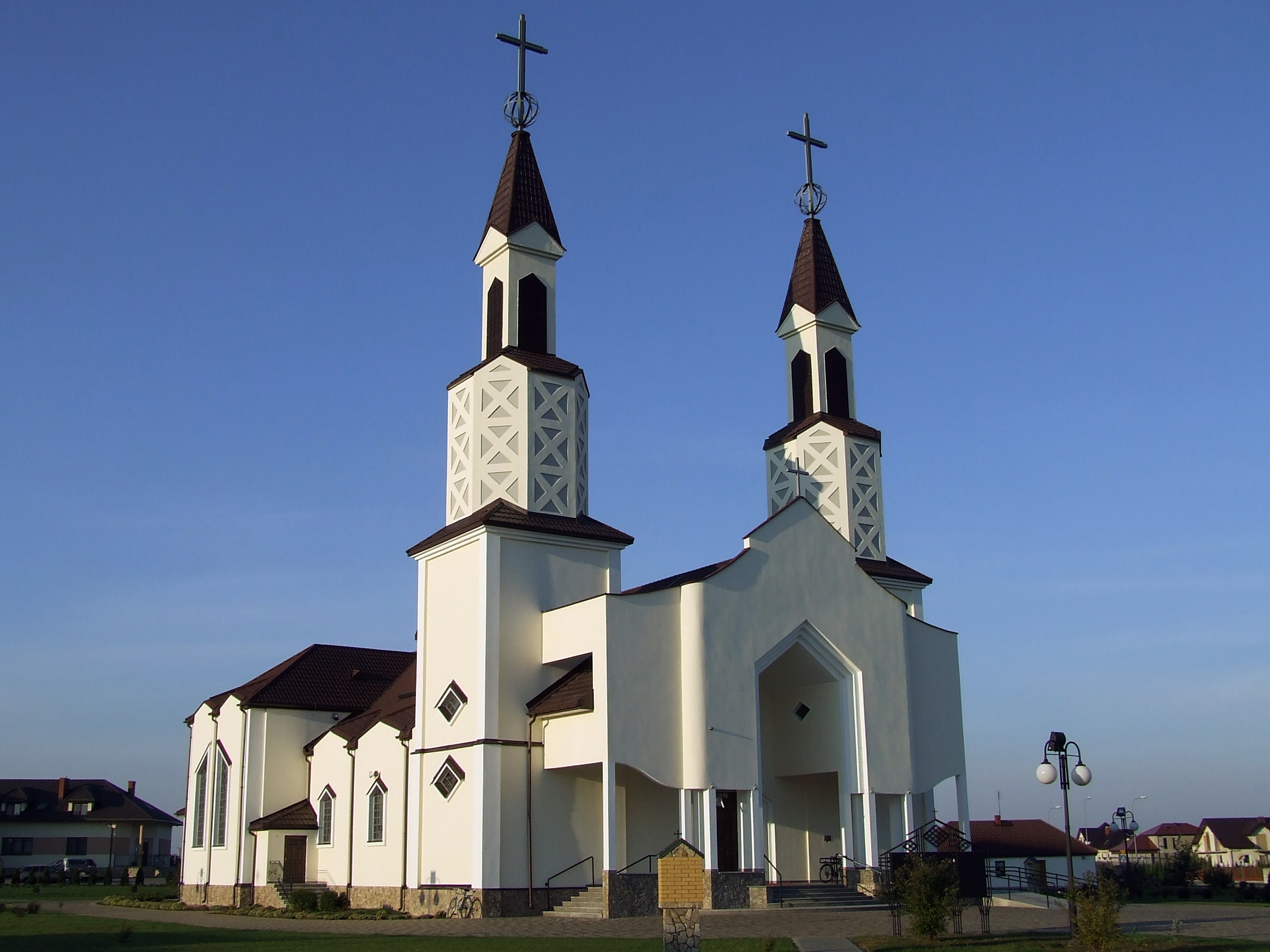
Igreja paroquial Cristo Rei do Universo

- Arquivo Digital da Região de Kolno (CAZK) KolnoTeka[30]
- Escola Estadual de Música de 1.º e 2.º grau em Łomża, filial em Kolno[31]
- Centro Cultural e Esportivo de Kolno[32]
- Orquestra Kolneńska[33]
- Sociedade Jan z Kolna[34]
- Associação para Integração e Promoção do Condado de Kolno[35]
- Centro Comunitário “Stokrotka”[36]
- Biblioteca Pedagógica do Condado em Kolno[37]
- Biblioteca Pública[38]
- Sala de leitura

## Meios de comunicação

### Imprensa
- Kolneński mensal — um jornal publicado pela Prefeitura de Kolno[39]
- Kolna Notebooks — anual sociocultural da Sociedade “Jan z Kolna”[40]

### Mídia da Internet
- umkolno.pl — Prefeitura de Kolno[41]
- kolniak24.pl — site da cidade e do condado de Kolno[42]

## Religião
Kolno é a sede da forania da diocese de Łomża. A cidade tem duas paróquias católicas (Cristo Rei do Universo e Santa Ana) e uma sinagoga judaica fechada. O Salão do Reino das Testemunhas de Jeová também fica na cidade. No início do século XX, havia também uma igreja ortodoxa de São Nicolau de 1904; foi destruído em 1929.
Existem 3 cemitérios na cidade: paroquial, comunal e judaico.

## Esportes

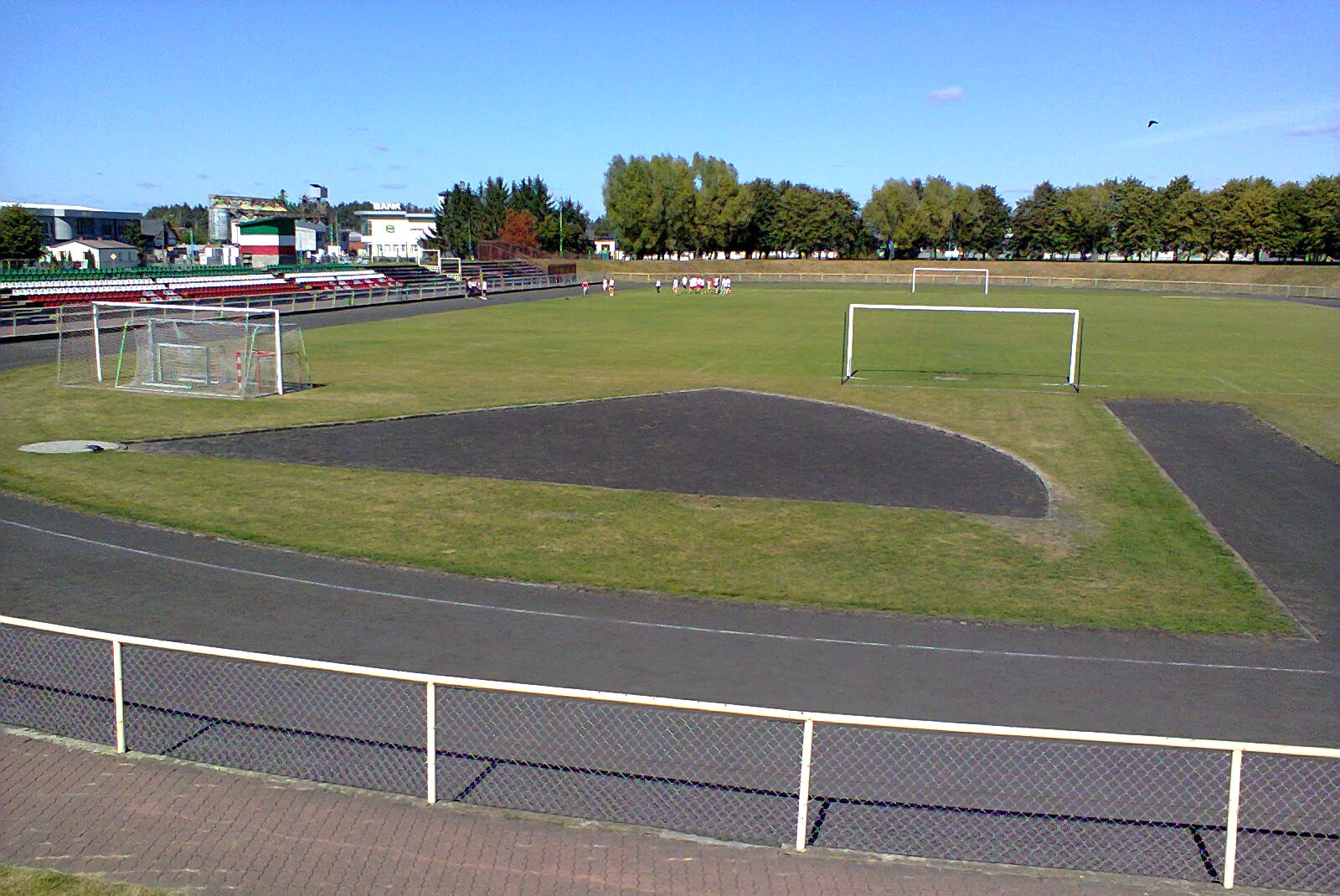
Estádio Municipal

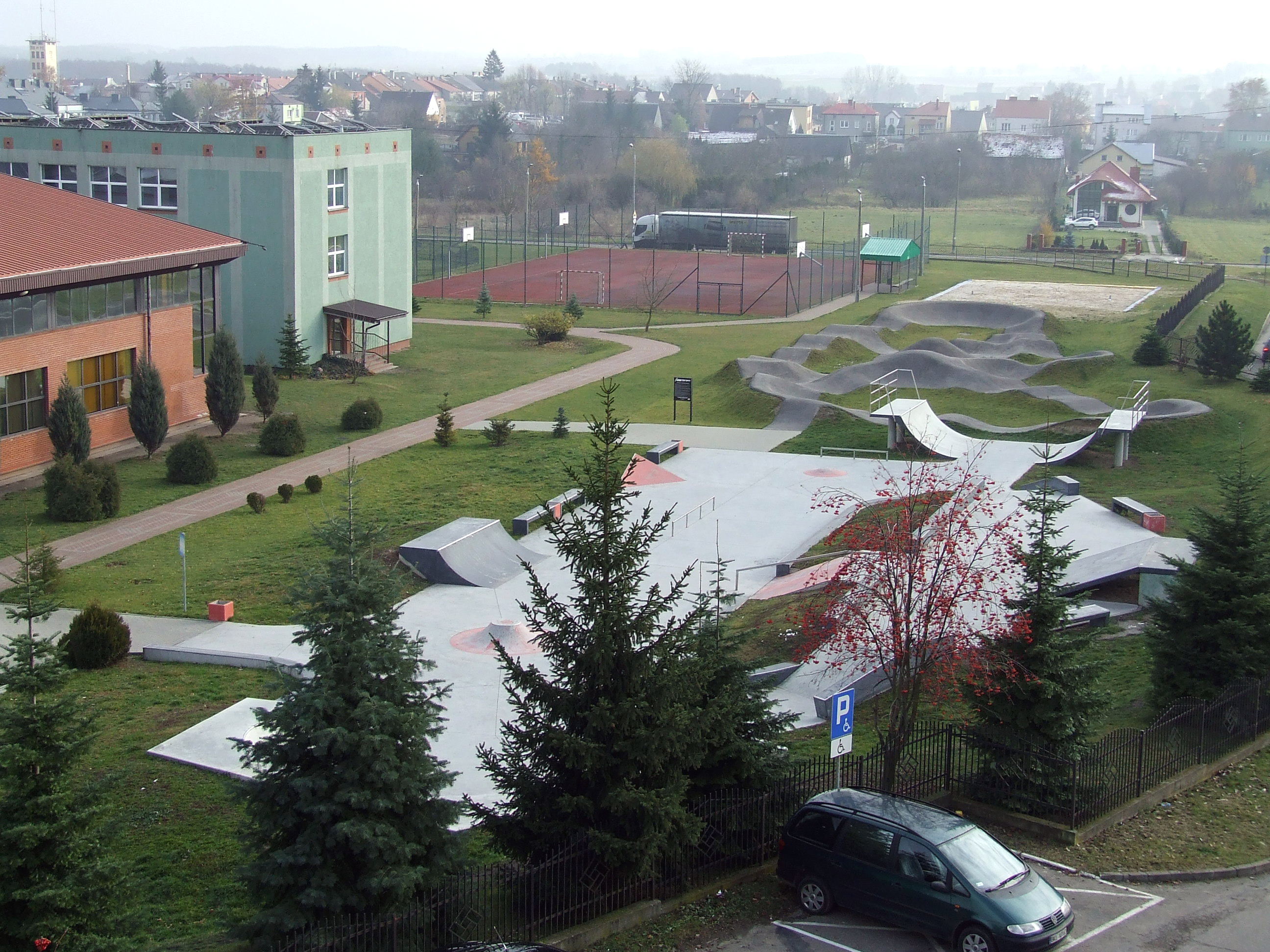
Skatepark e pump track em Kolno

### Clubes e associações esportivas
- Orzeł Kolno — IV Liga Podlaska
- Fudokan “Dragon” — clube esportivo interescolar de karatê
- UKS “Jedynka”
- UKS “Olimpia”
- UKS “Record”
- UKS “Delfin” — seção de natação
- TKKF “Rekord”
- Kolno Hovercraft Racin Team — Hovercraft Sports Club “Paweł z Kolna”

### Instalações esportivas
- Pavilhão Desportivo — rua M. Dąbrowskiej 4. Complexo desportivo e recreativo composto por uma piscina coberta com sauna, jacuzzi, ginásio, pavilhão desportivo de tamanho normal com sala de fitness e parede de escalada, também um parque infantil multifuncional externo, sobre base de plástico, pista de atletismo. Gerido pelo Centro Kolneński para Cultura e Esporte.
- Estádio Municipal — rua Wojska Polskiego 40. Os jogos são disputados por Orzeł Kolno. Também gerido pelo Centro Kolneński para Cultura e Esporte.